# Туистед Систър
„Туистед Систър“ (на английски: Twisted Sister) е американска хевиметъл група от Ню Йорк, САЩ.
Творчеството им може да бъде описано като сливане на шок рока на Алис Купър, бунтовното настроение на Новата вълна в британския хевиметъл и екстравагантната визия на глем рок групите.
Въпреки че групата е основана още през декември 1972 г. от китариста Джей Джей Френч, всички песни от 1976 г. насам са писани от вокалиста и лидер на състава Дий Снайдър. Той описва Туистед Систър като: „Слейд среща Секс Пистълс“. Сред големите хитове на групата, излъчвани често по музикалните телевизии, са: „I Wanna Rock“, „We're Not Gonna Take It“ и „You Can't Stop Rock 'n' Roll“. Албумът им от 1984 г. Stay Hungry се продава в мултиплатинен тираж само в Северна Америка. Много от композициите им разглеждат теми за конфликта между поколенията и най-вече родители – деца и учители – ученици, както и за нетърпимостта на официалните власти и „хората в костюми“ към различните и свободолюбивите.
Туистед Систър са поставени на 73-та позиция в списъка на VH1 „100 най-велики музиканти в хардрока“.

## Дискография

### Студийни албуми
- Under the Blade (1982)
- You Can't Stop Rock 'n' Roll (1983) – статус „Златен албум“ (над 500 000 продадени копия в САЩ и Канада)[2]
- Stay Hungry (1984) – статус „Мулти платинен“ 3х (над 3 000 000 продадени копия в САЩ и Канада)[2]
- Come Out and Play (1985) – статус „Златен албум“ (над 500 000 продадени копия в САЩ и Канада)[2]
- Love Is for Suckers (1987)
- Still Hungry (2004)
- A Twisted Christmas (2006)

### Концертни албуми
- Live at Hammersmith (1994)
- Club Daze Volume II: Live in the Bars (2001)
- Live at Wacken: The Reunion (2005)
- A Twisted Christmas – Live (2007)
- Live At The Astoria (2008)

## Видео
- Stay Hungry Tour (1984)
- Come Out and Play (1985)

### DVD
- Live at Wacken – The Reunion (2004)
- The Video Years (2007)
- A Twisted Christmas Live: A December To Remember (2007)
- Live At Bang Your Head!!! (2008, записан през 2005)
- Live At The Astoria (2008, записан през 2004)